# Tlalixtaquilla de Maldonado
Tlalixtaquilla de Maldonado là một đô thị thuộc bang Guerrero, México. Năm 2005, dân số của đô thị này là 6534 người.